# Grand Parc de l'Est
Le Grand Parc de l'Est est un parc proposé de Montréal, Québec, Canada. Promis par la mairesse Valérie Plante en campagne électorale et annoncé en novembre 2023, le futur parc agrandirait l'actuel parc-nature de la Pointe-aux-Prairies pour s'étendre l’île Bonfoin, à l’est, jusqu’à la 63e Avenue, à l’ouest, et de la rivière des Prairies, au nord, jusqu’au fleuve Saint-Laurent, au sud. Avec une superficie de 700 hectares, le parc ferait plus de trois fois plus grand que le parc du Mont-Royal. Son annonce fait suite à une déclaration de Plante en 2019 visant la création d’un Grand Parc de l'Ouest dans l'Ouest-de-l'Île,,.